# Microchrysa woodleyi
Microchrysa woodleyi är en tvåvingeart som beskrevs av Mason 1997. Microchrysa woodleyi ingår i släktet Microchrysa och familjen vapenflugor.
Artens utbredningsområde är Uganda. Inga underarter finns listade i Catalogue of Life.